# Werner Hamerski
Werner Hamerski (* 7. November 1933 in Düsseldorf; † 1. August 2006 in Lohmar) war ein deutscher Fernsehjournalist.

## Werdegang
Der gebürtige Düsseldorfer arbeitete seit 1965 zunächst als freier Mitarbeiter für den WDR, ab 1970 als Redakteur der Abteilung Hierzulande-Heutzutage und wechselte später vom Programmbereich Wissenschaft und Erziehung in die Programmgruppe Kultur und Kirche. Von 1979 bis 1994 leitete er die Programmgruppe Religion und Philosophie. Er entwickelte die Sendungen Gott und die Welt, Philosophie heute und Zukunftsgespräche und prägte viele Fernsehsendungen des WDR, darunter die Montagssendung Prisma des Westens. Seine Sendereihe Gott und die Welt vermittelte aktuelle religiöse und ethische Fragestellungen einem Millionenpublikum.
1994 ging Werner Hamerski in den Ruhestand.

## Auszeichnungen
- Katholischer Journalistenpreis
- Robert-Geisendörfer-Preis

| Personendaten    | Personendaten               |
| ---------------- | --------------------------- |
| NAME             | Hamerski, Werner            |
| KURZBESCHREIBUNG | deutscher Fernsehjournalist |
| GEBURTSDATUM     | 7. November 1933            |
| GEBURTSORT       | Düsseldorf                  |
| STERBEDATUM      | 1. August 2006              |
| STERBEORT        | Lohmar                      |